# Gustl Kröner
Gustl Kröner (* 20. März 1908 in Traunstein; † 19. August 1933 am Matterhorn) war ein deutscher Bergsteiger und Maler.

## Leben
Kröner war Lehrling im Malergeschäft seines Vaters. Seine Leidenschaft für die Bergsteigerei wurde schon früh geweckt. Unter Bergsteigern war er für seinen Wagemut und seine grenzwertige Risikobereitschaft bekannt. Ihm gelangen zahlreiche spektakuläre Erstbegehungen und er war einer der angesehensten Alpinisten seiner Zeit.
1930 lernte er Anderl Heckmair kennen. Der gemeinsame Versuch, die Nordwand des Grandes Jorasses zu bezwingen misslang den beiden zwar, dennoch gelangen ihnen zahlreiche anspruchsvoll Begehungen, unter anderem die Nordwand der Aiguille des Grands Charmoz.
Gemeinsam radelten sie im Sommer 1932 auch nach Marokko und bestiegen im Atlas unter anderen den Westgrat des Jbel Toubkal.
In den Jahresberichten der Sektion Bayerland der Jahre 1928 bis 1934, sind die Lichtbildervorträge Gustl Kröners aufgeführt: Berlin, Hamburg, Leipzig, Dresden und viele andere Städte. Er schrieb für die wichtigsten alpinen Publikationen Artikel, die er mit Federzeichnungen von hohem künstlerischen Niveau illustrierte.
Für das Herbstsemester 1933 hatte er von der Universität Schwerin einen Ruf als Dozent für Malerei und Graphik erhalten. Er stand kurz davor, eine Familie zu gründen, als er beim Versuch, mit Walter Stößer die Matterhorn-Nordwand zu durchsteigen, durch Steinschlag durch einen Stein, der nicht größer als eine Walnuss war, getötet wurde.

## Werk
Neben der Alpenmalerei war Kröner als Grafiker und Illustrator aktiv. Die Kunstzeitschrift Die Mappe widmete ihm 1933 ein Sonderheft, welches neben Ölbildern, Zeichnungen und Aquarellen auch innenarchitektonische Entwürfe enthält. Er sollte als Dozent für Malerei und Graphik ab dem Herbstsemester 1933 an der Universität Schwerin lehren, verstarb jedoch bevor er die Stelle antreten konnte. Heute sind nur noch wenige Werke Kröners erhalten.